# Ізвоаре (Ботошань)
Ізвоаре (рум. Izvoare) — село у повіті Ботошані в Румунії. Входить до складу комуни Сухареу.
Село розташоване на відстані 407 км на північ від Бухареста, 40 км на північ від Ботошань, 131 км на північний захід від Ясс.

## Населення
За даними перепису населення 2002 року у селі проживали 78 осіб, усі — румуни. Усі жителі села рідною мовою назвали румунську.